# Adams Manufacturing
Adams (Адамс) — з 1905 року англійський виробник автомобілів. Штаб-квартира розташована в місті Бедфорд. У 1914 році компанія припинила виробництво автомобілів.

## Артур Генрі Адамс
Артур Генрі Адамс народився у грудні 1868 року у Бостоні, штат Массачусетс. Здобувши освіту в Массачусетському технологічному інституті за спеціальністю «машинобудування», Адамс влаштувався на роботу у компанію Western Electric Company. Незабаром його відправили в Париж, де американська компанія виграла тендер зі встановлення телефонного зв'язку. У Парижі Адамс одружився з американською співачкою з Техасу, і там у 1895 році у подружжя народжується син.

## Заснування компанії. Автомобілі Adams-Hewitt
У 1899 році вони переїхали до Англії в місто Бедфорд, графство Кент. Там Адамс засновує фірму Igranic Works, яка почала випускати компоненти для електроприладів, через чотири роки Адамс відкриває ще одну контору — Adams Manufacturing Co. Незабаром він знаходить компаньйона в особі Едварда Рінгвуда Х'юітта. Х'юітт був випускником Принстонського університету, пізніше працював аспірантом в Берлінському університеті. В Англію Х'юітт приїхав, щоб допомогти Гайрему Стівенсу Максиму (винахіднику кулемета) в будівництві парового літака, проте їх творіння зазнало фіаско. Літак злетів і відразу ж упав, продовжувати проект сер Максим відмовився.

## Початок виробництва автомобілів

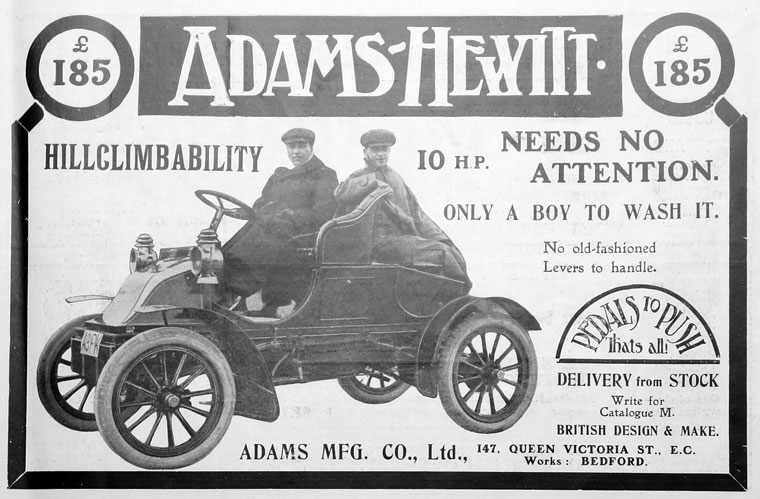
Adams-Hewitt 9/10HP

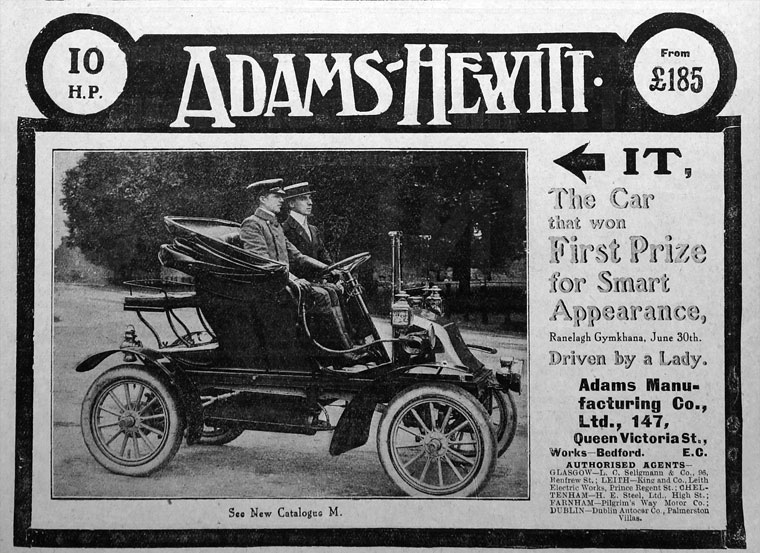
Adams-Hewitt 9/10HP

Перший автомобіль був побудований у 1905 році. Х'юітт обладнав машину одноциліндровим 1.7 л двигуном, потужністю 10 к.с., який був горизонтально встановлений під сидінням. Родзинкою новинки стала відсутність важеля коробки передач, хоча в планетарної трансмісії було дві швидкості. Справа в тому, що Х'юітт застосував педальне перемикання швидкостей. У автомобіля було три педалі, треба було просто натиснути потрібну швидкість, третя педаль відповідала за задній хід. Незвичайним було і розташування ланцюга, зазвичай конструктори встановлювали їх з боків, а британські американці розташували ланцюг посередині, за подобою карданної передачі. Ще одним цікавим моментом була наявність заркитого корпусу у зубчастої шерстерні заднього моста. Однак, коли почали випускати двомісну вантажну версію, то ланцюг розмістили збоку. Компанія практично повністю самостійно виготовляла всі компоненти, в тому числі і карбюратори, з електрообладнанням проблем також не виникало, оскільки компанія Адамса починала з цього свій шлях.

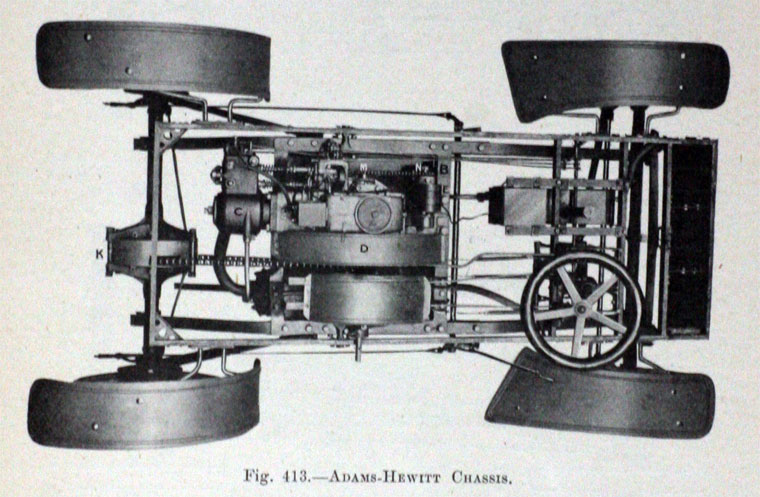
Шасі Adams-Hewitt 9/10HP

Через рік Х'юітт повертається в США, де в Нью-Йорку засновує власну автомобільну компанію The Hewitt Motor Company. Ця компанія починає виробництво двоциліндрових восьмисильних автомобілів, які також оснащувалися двоступеневою планетарною коробкою передач, однак управління нею було типове для того часу — шляхом важелів, розташованих збоку від кузова.

## Автомобілі Adams

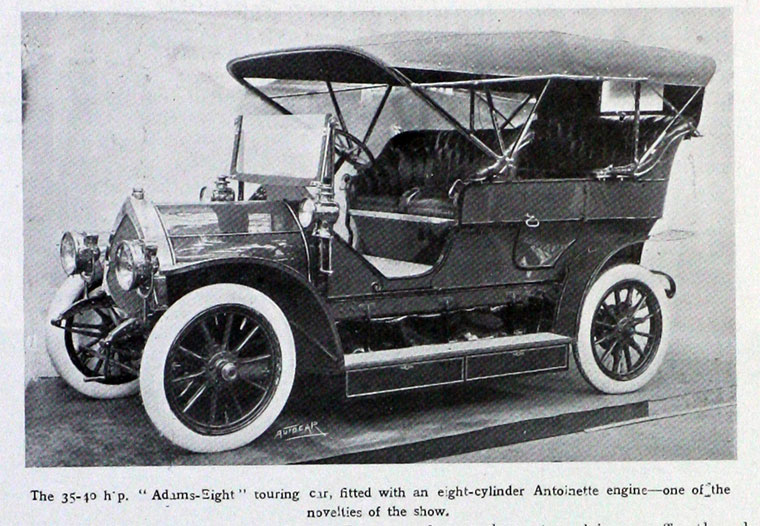
Adams 35/40HP Touring

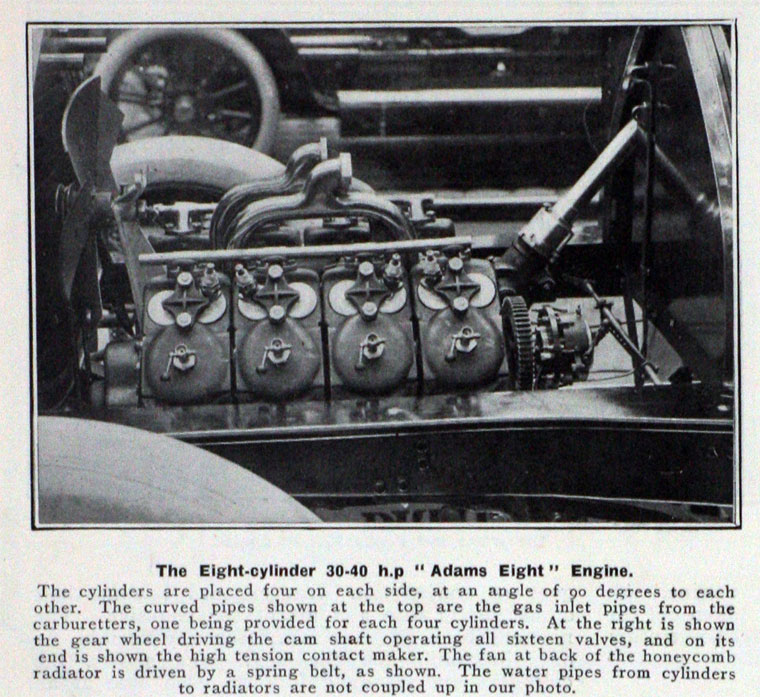
Двигун автомобіля Adams 35/40HP

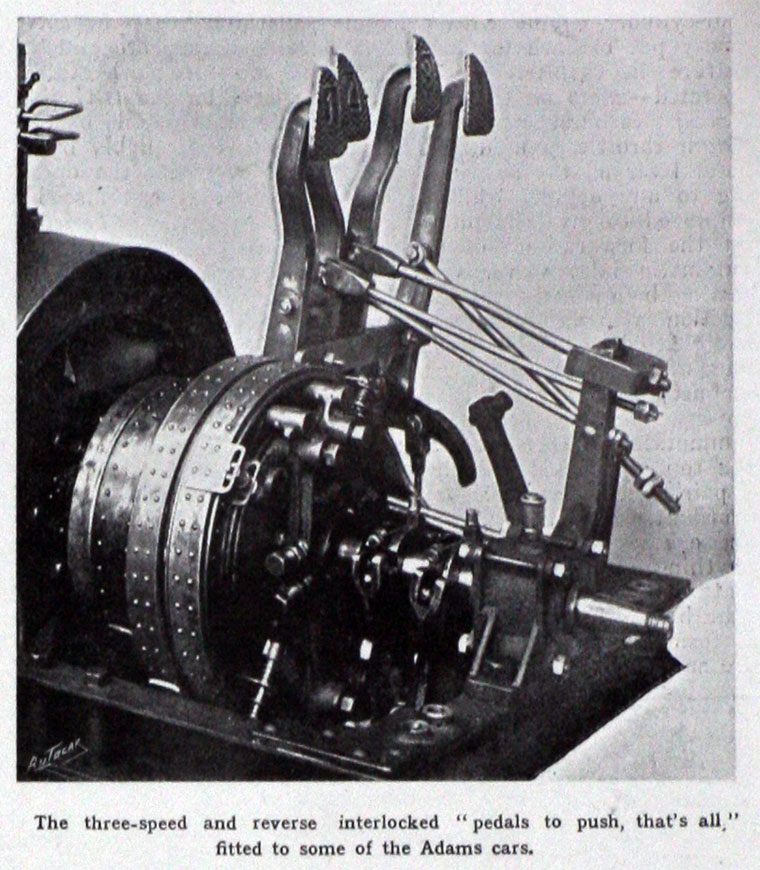
Система педального перемикання мередач Adams для тришвидкісної коробки передач

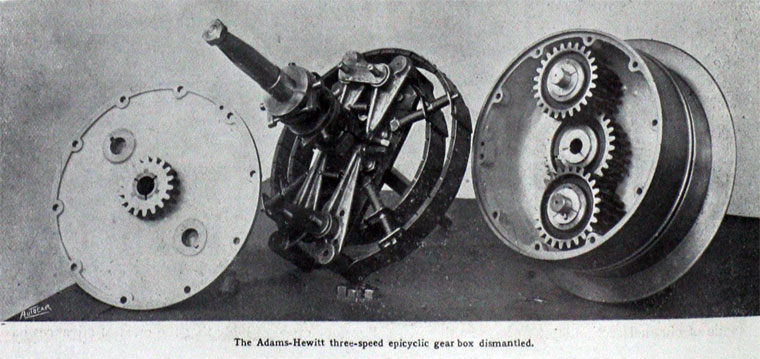
Планетарна коробка передач Adams

Тим часом, до кінця 1906 року із назви марки забирається прізвище Х'юітта, тепер машина носить в назві виключно прізвище Адамса. Попутно в каталогах з'являється двоциліндрова модель 12/14НР з 2-літровим мотором, у якої було вже три передачі в коробці передач. На початку 1907 року головною подією стала поява моделі з двигуном V8. Фірма не стала піонером у цій галузі, той же Rolls-Royce виготовив двома роками раніше перший британський автомобіль з V8 під капотом. У Adams мотор виявився покупним, а купили ці одинадцять двигунів (на більше не знайшлося замовників) у американської компанії The Hewitt Motor Company. Не дивлячись на те, що Х'юітт покинув компанію Адамса, вони не втратили взаємні ділові контакти. Так американська компанія поставляла задні мости британцям, а британці — двигуни і коробки передач в США. Едвард Х'юітт пристосував на своїх машинах французький авіаційний мотор Antoinette, переробивши його під автомобільні вимоги, ставши одним з північноамериканських піонерів, які встановили V8 на автомобіль. Треба зауважити, що версії для власної фірми і британської відрізнялися не тільки зовні, але й потужністю. Американський V8 розвивав 60 к.с., а британська версія при робочому об'ємі майже 7.3 л — всього 40 к.с.. За традицією у автомобіля марки Adams було педальне перемикання передач в трансмісії. Одну з таких машин у 1909 році купив для гонок відомий британський авіатор Грем Гілмор, який досить безуспішно брав участь в гонках на трасі Брукландса. В Австралії було продано дві машини, які були розібрані, а їх мотори були встановлені на новозеландський спортивний катер «Grey Witch».

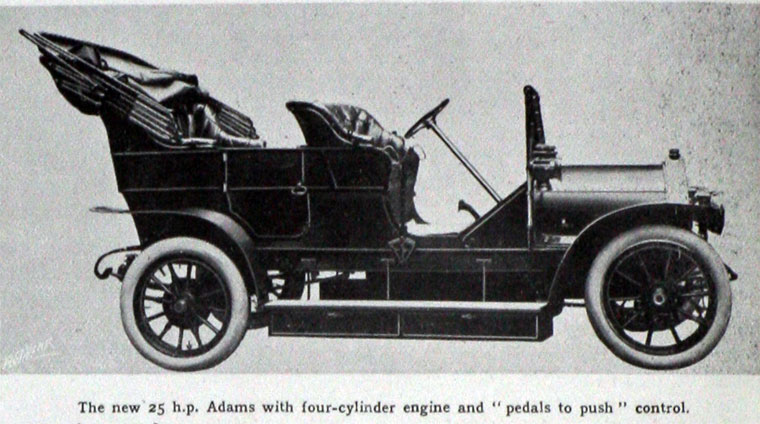
Adams 30HP

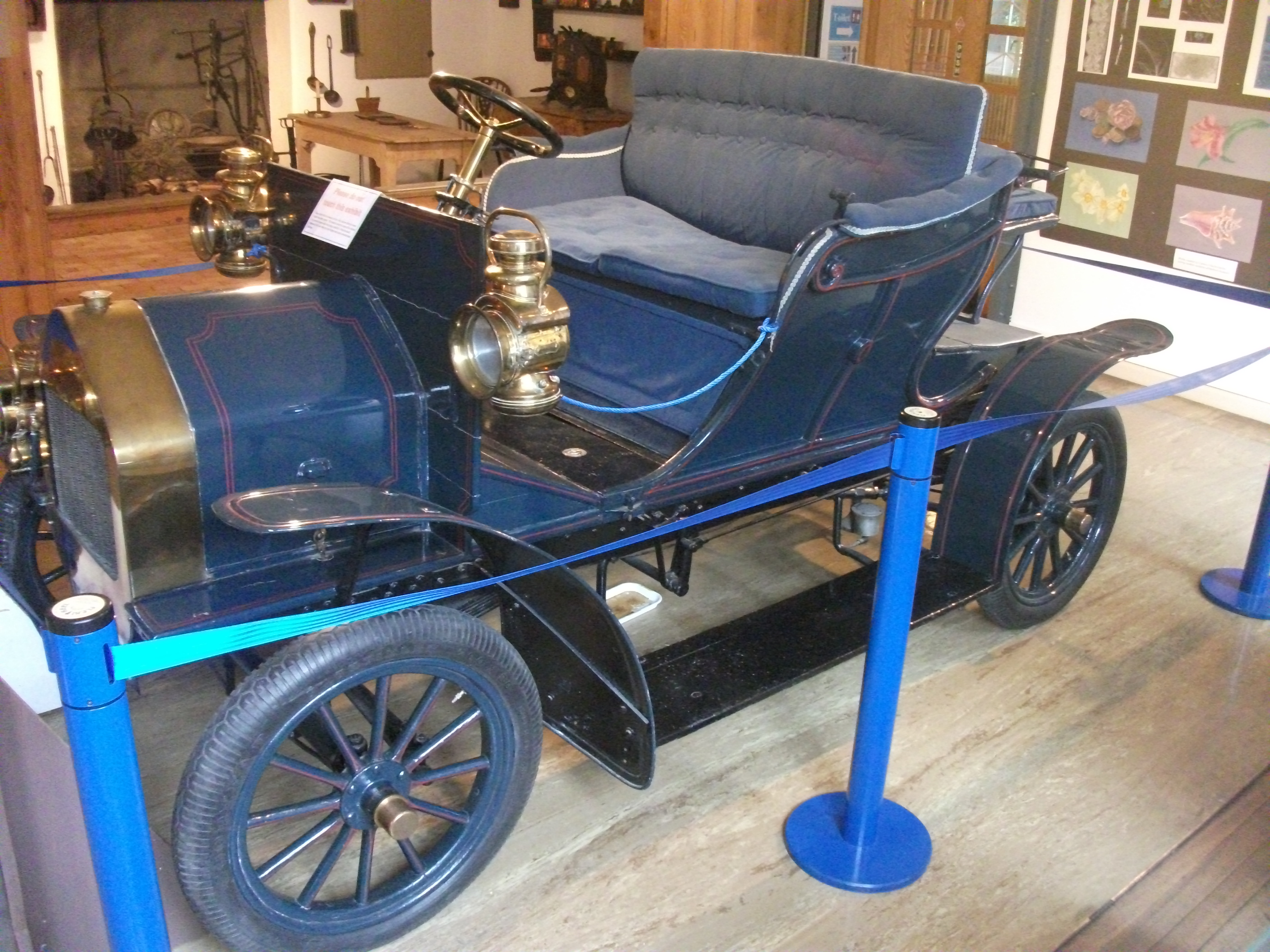
Adams 12/14HP 1907 року

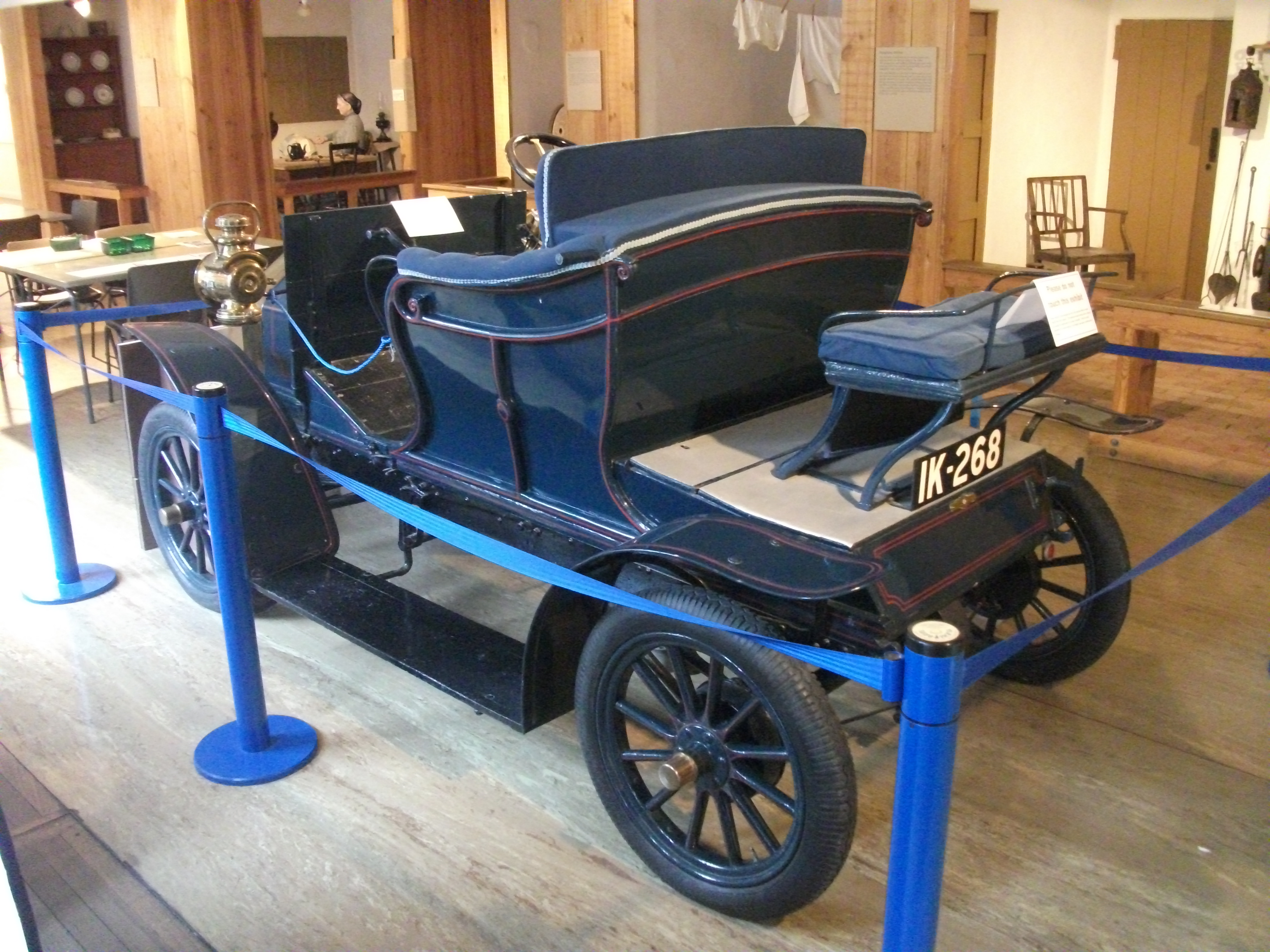
Adams 12/14HP 1907 року

У 1908 році модельний ряд розширився за рахунок чотирициліндрових моделей 16/18НР (2.4 л) і 30НР (4.85 л). Тоді ж початкова чотирициліндрова модель, одягнена в закритий, зроблений на замовлення кузов, була подарована імператорові Абісінії (Ефіопії) Менеліку Другому, який вів свій родовід від Соломона і цариці Балкіс (більш відома як Савська). Машини марки Adams особливим попитом користувалася у лікарів, яким доводилося багато їздити до пацієнтів, а також у жінок. Оскільки оперувати цими автомобілями було простіше, одну з машин з одноциліндровим мотором придбав офіцер Джемісон з 54-го верблюжого корпусу, розквартированого в Афганістані, де машина себе показала як надійний робочий інструмент. Цей факт посприяв покупці британськими військовими кількох вантажних версій для своїх потреб в Найробі.
У 1909 році з'явилася ще менша чотирициліндрова модель з 2.1 л двигуном — 14/16НР, через рік у виробництві з колишніх моделей залишилася тільки одноциліндрова модель 10НР, яка отримує систему запалювання від магнето, а не від низьковольтної котушки запалювання. Всі інші моделі замінюються єдиною новою машиною — 16НР з 2.7 л мотором. Чотирициліндровий мотор складався з двох блоків, кожен — з двома циліндрами. Вперше як аналог планетарної 3-ступінчастої коробки передач з'явилася чотириступінчаста коробка передач з легкими шестернями, конструкцію якої запозичили в італійського FIAT. Як педаль зчеплення виступала педаль гальм, треба було злегка на неї натиснути, а потім вмикати потрібну за рахунком передачу.
У 1911 році, який став кінцевим для одноциліндрової моделі, в останньої з'являється спортивна версія Varsity, яка отримала триступеневу коробку передач і нові ресори. Тоді ж з'являється шестициліндрова модель 30НР з двигуном, об'ємом 4085 см³, мотор був сконструйований МакМілланом з трьох двоциліндрових блоків. Обидві великі моделі отримують вакуумний стартер, який запускав мотор шляхом натискання педалі. Три місяці стартер намагалися довести до розуму, поки підмайстер не підказав головним інженерам своє рішення. Пневмокомпресор застосували не тільки як стартер, але і як насос для підкачування шин, а ще він допомагав накачать пневмодомкрати, вбудовані в раму машини. Спочатку він працював безпосередньо від двигуна, а потім він накачував повітря у свій резервуар за допомогою ременів, які приводилися в дію від обертання кардана. Нові моделі випускалися в двох версіях: зі звичайним радіатором у формі літери «А» та зі спортивним загостреним у вигляді букви «V», крім цього, був ще третій варіант оформлення радіатора — машини, які готували для гонок в Брукландсі, оснащувалися так званою «мордою бика».

## Припинення виробництва автомобілів. Закриття компанії
Також в каталогах з'являється модель 14/16HP, яка отримала 2.1-літровий двигун фірми Coventry-Simplex, який кріпився до рами в трьох точках через підрамник. Також виробнича програма розширилася за рахунок моделі 18HP з двигуном фірми Aster. Крім цього, можна було замовити розвізну вантажівку, побудовану на базі 16HP, його двигун був збільшений в об'ємі до 2.9 літрів. Також вантажний 16/20HP отримав черв'ячний задній диференціал, який скопіювали трохи пізніше інженери фірми GUY, комерційний транспорт отримав оформлення радіатора у вигляді квадрата. Ще наприкінці 1910 року Страуд, який підказав рішення вакуумної системи, оснастив кабріолети моделі 16HP гальмами передніх коліс, які приводилися в дію тросами конструкції Боудена. До 1911 року з каталогів пропала одноциліндрова модель, зате була зроблена невдала спроба увійти на ринок таксі, однак 2-циліндрові 10/12HP з 1.1 л мотором виявилися ненадійними і попитом не користувалися. Інвестиції у виробництво не виправдалися, і фірма потрапила в складне економічне становище, з якого не змогла вибратися в перебігу подальших двох років. Після чого підприємство закінчило свою життєдіяльність в червні 1914 року.

## Подальша доля Артура Генрі Адамса
Після того, як фірма припинила своє існування, Адамс влаштувався в американську фірму US Rubber Company, ставши генеральним директором європейського філії. У травні 1915 року Адамс купив квитки на «Лузітанію», до його подорожі приєднався син Вільям Макміллан. 7 травня корабель Лузітанія був торпедований підводним човном U-20. Адамси не загинули від вибуху, а стрибнули вдвох з палуби судна. Однак врятувався тільки Адамс-молодший, тіло 46-річного Артура Генрі Адамса так і не було знайдено. Доля Х'юітта склалася куди більш вдало, він прожив довге і щасливе життя, покинувши цей світ у віці 91 року. Х'юітт перед Першою світовою війною сконструював двигун, який зацікавив Mack Trucks. Саме машини з двигунами конструкції Х'юітта пізніше отримали на свої капоти маскоти у вигляді бульдога.

## Список автомобілів Adams-Hewitt
- 1905 — Adams-Hewitt 9/10HP

## Список автомобілів Adams
- 1906 — Adams 12/14HP
- 1907 — Adams 35/40HP
- 1908 — Adams 16/18HP
  - Adams 30HP
- 1909 — Adams 14/16HP
- 1910 — Adams 10HP
  - Adams 16HP
- 1911 — Adams 10HP Varsity
  - Adams 30HP
  - Adams 18HP
  - Adams 16/20HP
  - Adams 10/12HP